# 다키자와 구니히코
다키자와 구니히코(일본어: 滝澤 邦彦, 1978년 4월 20일 ~ )는 일본의 전 축구 선수이다.

## 구단 경력
과거 나고야 그램퍼스 에이트, 비셀 고베, 제프 유나이티드 지바, 요코하마 FC, 도쿄 베르디에서 활동하였다.